# Доктор Джекілл і мила пані
«Доктор Джекілл і мила пані» — італійська кінокомедія 1979 року, знята режисером Стено, з Паоло Вілладжо і Едвіж Фенек у головних ролях.

## Сюжет
Сюжет твору Роберта Луїса Стівенсона фільм не повторює. За основу взято лише наявність чудодійного напою, а також перетворення Джекілла. На відміну від першоджерела, в якому пристойна людина стає чудовиськом, у фільмі цинічний і віроломний промисловець перетворюється на свою протилежність — найдобрішу і наймилішу людину. Втім, це все одно тягне за собою катастрофічні наслідки для його життя.

## У ролях
- Паоло Вілладжо: Генрі Джекілл/Едвард Хайд
- Едвіж Фенек: Барбара Вімплі
- Джанріко Тедеші: Дживс
- Гордон Мітчелл: Преторіус
- Паоло Паолоні: керівник заводу
- Волтер Райт Вільямс: Голова «Pantac»
- Гверріно Крівелло: студент університету
- Еоло Капрітті: прихильник Преторіуса
- Паола Ардуїні: Агата Томпсон
- Франческо Аннібаллі: поплічник Преторіуса
- Джеффрі Коплстон: Арчібальд Голд, член правління

## Знімальна група
- Режисер: Стено
- Сценарій: Роберт Луїс Стівенсон, Кастеллано і Піполо, Леонардо Бенвенуті, П'єро Де Бернарді, Стено, Джанні Манганеллі
- Оператор: Енніо Гварньєрі, Серджо Сальваті
- Монтаж: Раймондо Крочані
- Композитор: Армандо Тровайолі
- Художник: Лучано Спадоні
- Костюми: Маріса Крімі, Елізабетті Поччоні

## Додаткова література
- Roberto Curti[it]. Italian Gothic Horror Films, 1970—1979. — Jefferson, North Carolina : McFarland & Company, 2017. — 246 p. — ISBN 978-1476664699.